# Paul Millsap
Pour les articles homonymes, voir Millsap.
Paul Millsap, né le 10 février 1985 à Monroe en Louisiane, est un joueur américain de basket-ball évoluant au poste d'ailier fort et mesurant 1,99 m.

## Carrière

### Jazz de l'Utah (2006-2013)
Provenant d'une petite université (Louisiana Tech), il passe un peu inaperçu lors de la draft 2006 de la NBA malgré des statistiques solides. Il est le seul joueur de l'histoire de la NCAA à avoir été le leader national de la moyenne des rebonds trois années de suite. Malgré cela, il n'est sélectionné qu'en 47e position par le Jazz de l'Utah.
Fort au rebond et bon contreur, il s'impose d'emblée dans la rotation de l'équipe dirigée par Jerry Sloan et ne manque aucun match (en général en sortie de banc) lors de ses deux premières saisons en NBA.
Lors de la saison NBA 2008-2009, il remplace efficacement Carlos Boozer en tant que titulaire durant la longue blessure de celui-ci.

### Hawks d'Atlanta (2013-2017)
Le 10 juillet 2013, après avoir passé ses sept premières années en NBA au Jazz, il signe un contrat de deux ans chez les Hawks d'Atlanta. Le 30 janvier 2014, il est sélectionné par les entraîneurs pour participer au NBA All-Star Game 2014 avec l'équipe de l'Est. Le 18 mars 2014, Millsap réalise le premier triple-double de sa carrière avec 19 points, 13 rebonds et 10 passes décisives lors de la victoire des siens 118 à 113 après prolongation contre les Raptors de Toronto.
Le 29 janvier 2015, Millsap apprend qu'il est nommé, pour la seconde année consécutive, parmi les remplaçants qui participent au NBA All-Star Game 2015 avec l'équipe de l'Est. Les Hawks sont représentés par quatre joueurs à cet All-Star Game, qui sont tous remplaçants. Cette saison, il aide les Hawks à finir avec un bilan de 60 victoires et 22 défaites en 2014-2015, le meilleur bilan de l'équipe depuis 1993-1994. En playoffs, Ils vont jusqu'à la finale de la conférence Est où ils s'inclinent 4 victoires à 0 contre les Cavaliers de Cleveland.
Le 1er juillet 2015, courtisé par le Magic d'Orlando, il choisit de re-signer un contrat pour près de 59 000 000$ sur 3 ans avec les Hawks. Le 16 janvier 2016, il marque 21 points contre les Nets de Brooklyn et passe le cap des 10 000 points en carrière. Le 28 janvier, il apprend sa troisième sélection consécutive au NBA All-Star Game 2016 parmi les remplaçants de la conférence Est. Le 9 avril 2016, il réalise son meilleur match de la saison avec 31 points, 16 rebonds et 5 contres lors de la victoire 118 à 107 contre les Celtics de Boston. Il est nommé MVP de la conférence Est de la dernière semaine de la saison. Les Hawks terminent la saison régulière à la 4e place de la conférence Est avec un bilan de 48 victoires et 34 défaites. Au premier tour des playoffs NBA 2016, les Hawks rencontrent les Celtics de Boston, 5e de la conférence Est. Le 24 avril 2016, lors du match 4 où les Hawks s'inclinent, Millsap marquent 45 points, son record de points en playoffs et un de ses meilleurs matches en carrière, auxquels il ajoute 13 rebonds. Cette défaite équilibre le bilan à 2 victoires et 2 défaites. Mais les Hawks remportent la série 4 victoires à 2 défaites. Toutefois, au tour suivant, ils rencontrent les Cavaliers de Cleveland et s'inclinent comme l'année précédente 4 victoires à 0.

### Nuggets de Denver (2017-2021)
Le 3 juillet 2017, il signe aux Nuggets de Denver un contrat de 90 millions de dollars sur trois ans.
À l'intersaison 2020, il re-signe pour une année et dix millions de dollars.

### Nets de Brooklyn (2021-2022)
Le 2 septembre 2021, il signe un contrat avec les Nets de Brooklyn.

### 76ers de Philadelphie (2022)
En février 2022, il est transféré aux 76ers de Philadelphie avec James Harden contre Ben Simmons, Seth Curry et Andre Drummond.

## Palmarès
- 4x NBA All-Star (2014-2017)
- NBA All-Defensive Second Team (2016)
- NBA All-Rookie Second Team (2007)
- 2× First-team All-WAC (2005–2006)
- 3x NCAA rebounding leader (2004-2006)
- Louisiana Tech Athletic Hall of Fame (2011)
- Louisiana Mr. Basketball (2003)

## Statistiques

### Universitaires
| Saison    | Équipe         | Matchs | Titul. | Min./m | % Tir | % 3pts | % LF | Rbds/m. | Pass/m. | Int/m. | Ctr/m. | Pts/m. |
| --------- | -------------- | ------ | ------ | ------ | ----- | ------ | ---- | ------- | ------- | ------ | ------ | ------ |
| 2003-2004 | Louisiana Tech | 30     | 29     | 35,1   | 58,6  | 100,0  | 64,1 | 12,57   | 0,73    | 0,87   | 1,73   | 15,57  |
| 2004-2005 | Louisiana Tech | 29     | 29     | 36,5   | 57,5  | 0,0    | 60,1 | 12,62   | 1,00    | 1,14   | 1,90   | 20,45  |
| 2005-2006 | Louisiana Tech | 33     | 33     | 34,1   | 57,1  | 35,7   | 62,6 | 13,18   | 1,06    | 1,88   | 2,30   | 19,64  |
| Carrière  | Carrière       | 92     | 91     | 35,2   | 57,6  | 37,5   | 62,1 | 12,80   | 0,93    | 1,32   | 1,99   | 18,57  |

### Professionnelles

#### Saison régulière
| Saison        | Équipe        | Matchs | Titul. | Min./m | % Tir | % 3pts | % LF | Rbds/m. | Pass/m. | Int/m. | Ctr/m. | Pts/m. |
| ------------- | ------------- | ------ | ------ | ------ | ----- | ------ | ---- | ------- | ------- | ------ | ------ | ------ |
| 2006-2007     | Utah          | 82     | 1      | 18,0   | 52,5  | 33,3   | 67,3 | 5,16    | 0,76    | 0,82   | 0,90   | 6,82   |
| 2007-2008     | Utah          | 82     | 2      | 20,8   | 50,4  | 0,0    | 67,7 | 5,61    | 0,99    | 0,88   | 0,89   | 8,06   |
| 2008-2009     | Utah          | 76     | 38     | 30,1   | 53,4  | 0,0    | 69,9 | 8,61    | 1,82    | 1,03   | 0,96   | 13,53  |
| 2009-2010     | Utah          | 82     | 8      | 27,8   | 53,8  | 11,1   | 69,3 | 6,82    | 1,60    | 0,78   | 1,21   | 11,63  |
| 2010-2011     | Utah          | 76     | 76     | 34,3   | 53,1  | 39,1   | 75,7 | 7,62    | 2,46    | 1,36   | 0,91   | 17,30  |
| 2011-2012     | Utah          | 64     | 62     | 32,8   | 49,5  | 22,6   | 79,2 | 8,80    | 2,34    | 1,84   | 0,83   | 16,58  |
| 2012-2013     | Utah          | 78     | 78     | 30,4   | 49,0  | 33,3   | 74,2 | 7,10    | 2,58    | 1,31   | 1,04   | 14,55  |
| 2013-2014     | Atlanta       | 74     | 73     | 33,5   | 46,1  | 35,8   | 73,1 | 8,47    | 3,14    | 1,74   | 1,05   | 17,95  |
| 2014-2015     | Atlanta       | 73     | 73     | 32,7   | 47,6  | 35,6   | 75,7 | 7,81    | 3,05    | 1,78   | 0,95   | 16,68  |
| 2015-2016     | Atlanta       | 81     | 81     | 32,7   | 47,0  | 31,9   | 75,7 | 9,04    | 3,27    | 1,81   | 1,72   | 17,10  |
| 2016-2017     | Atlanta       | 69     | 67     | 34,0   | 44,2  | 31,1   | 76,8 | 7,75    | 3,64    | 1,30   | 0,88   | 18,06  |
| 2017-2018     | Denver        | 38     | 37     | 30,1   | 46,4  | 34,5   | 69,6 | 6,45    | 2,76    | 1,03   | 1,16   | 14,61  |
| 2018-2019     | Denver        | 70     | 65     | 27,1   | 48,4  | 36,5   | 72,7 | 7,21    | 2,01    | 1,19   | 0,77   | 12,61  |
| 2019-2020     | Denver        | 51     | 48     | 24,3   | 48,2  | 43,5   | 81,6 | 5,75    | 1,63    | 0,86   | 0,59   | 11,59  |
| 2020-2021     | Denver        | 56     | 36     | 20,8   | 47,6  | 34,3   | 72,4 | 4,68    | 1,75    | 0,91   | 0,64   | 8,96   |
| Carrière      | Carrière      | 1052   | 745    | 28,6   | 49,0  | 34,3   | 73,6 | 7,19    | 2,23    | 1,25   | 0,98   | 13,71  |
| All-Star Game | All-Star Game | 4      | 0      | 15,7   | 38,1  | 30,0   | 0,0  | 4,25    | 2,00    | 0,75   | 0,00   | 4,75   |

Dernière mise à jour le 12 mai 2021.

#### Playoffs
| Saison   | Équipe   | Matchs | Titul. | Min./m | % Tir | % 3pts | % LF | Rbds/m. | Pass/m. | Int/m. | Ctr/m. | Pts/m. |
| -------- | -------- | ------ | ------ | ------ | ----- | ------ | ---- | ------- | ------- | ------ | ------ | ------ |
| 2007     | Utah     | 17     | 0      | 15,5   | 52,5  | 0,0    | 66,7 | 4,41    | 0,47    | 0,65   | 0,53   | 5,88   |
| 2008     | Utah     | 12     | 0      | 17,5   | 51,6  | 0,0    | 52,0 | 3,92    | 0,33    | 0,58   | 1,33   | 6,42   |
| 2009     | Utah     | 5      | 0      | 31,1   | 51,0  | 0,0    | 50,0 | 8,00    | 1,60    | 0,80   | 1,00   | 11,80  |
| 2010     | Utah     | 10     | 0      | 32,3   | 57,4  | 0,0    | 69,0 | 8,80    | 2,20    | 1,10   | 1,40   | 18,00  |
| 2012     | Utah     | 4      | 4      | 34,7   | 37,0  | 0,0    | 50,0 | 11,00   | 0,50    | 0,25   | 2,50   | 12,00  |
| 2014     | Atlanta  | 7      | 7      | 38,2   | 39,8  | 33,3   | 80,4 | 10,86   | 2,86    | 1,43   | 1,86   | 19,43  |
| 2015     | Atlanta  | 16     | 15     | 35,4   | 40,7  | 30,6   | 74,4 | 8,69    | 3,44    | 1,56   | 0,88   | 15,19  |
| 2016     | Atlanta  | 10     | 10     | 36,5   | 43,1  | 24,2   | 74,5 | 9,40    | 2,70    | 1,20   | 2,30   | 16,70  |
| 2017     | Atlanta  | 6      | 6      | 36,6   | 50,5  | 17,6   | 81,1 | 9,33    | 4,33    | 1,50   | 0,67   | 24,33  |
| 2019     | Denver   | 14     | 14     | 33,5   | 46,5  | 31,6   | 77,0 | 6,71    | 0,79    | 0,86   | 1,07   | 14,64  |
| 2020     | Denver   | 19     | 19     | 24,2   | 39,8  | 34,1   | 79,6 | 4,68    | 1,21    | 0,63   | 0,47   | 8,00   |
| 2021     | Denver   | 9      | 0      | 12,1   | 44,0  | 26,1   | 61,5 | 3,89    | 1,67    | 0,33   | 0,67   | 6,44   |
| Carrière | Carrière | 129    | 75     | 27,5   | 45,6  | 28,6   | 72,6 | 6,80    | 1,71    | 0,92   | 1,07   | 12,18  |

Dernière mise à jour le 12 juin 2021.

## Records sur une rencontre en NBA
Les records personnels de Paul Millsap en NBA sont les suivants, :
| Type de statistique        | Saison régulière | Saison régulière                               | Saison régulière | Playoffs | Playoffs                    | Playoffs      |
| Type de statistique        | Record           | Adversaire                                     | Date             | Record   | Adversaire                  | Date          |
| -------------------------- | ---------------- | ---------------------------------------------- | ---------------- | -------- | --------------------------- | ------------- |
| Points                     | 46               | @ Heat de Miami                                | 9 novembre 2010  | 45       | @ Celtics de Boston         | 24 avril 2016 |
| Paniers marqués            | 19               | @ Heat de Miami                                | 9 novembre 2010  | 19       | @ Celtics de Boston         | 24 avril 2016 |
| Paniers tentés             | 29               | Knicks de New York                             | 29 janvier 2017  | 31       | @ Celtics de Boston         | 24 avril 2016 |
| Paniers à 3 points réussis | 7                | @ Heat de Miami                                | 23 décembre 2013 | 4        | Nets de Brooklyn            | 22 avril 2015 |
| Paniers à 3 points tentés  | 10               | @ Heat de Miami                                | 23 décembre 2013 | 6        | 3 fois                      | 3 fois        |
| Lancers francs réussis     | 15               | Nets de Brooklyn                               | 28 janvier 2015  | 14       | @ Wizards de Washington     | 19 avril 2017 |
| Lancers francs tentés      | 16               | 3 fois                                         | 3 fois           | 15       | @ Wizards de Washington     | 19 avril 2017 |
| Rebonds offensifs          | 10               | @ Hornets de La Nouvelle-Orléans/Oklahoma City | 27 janvier 2007  | 10       | @ Pacers de l'Indiana       | 3 mai 2014    |
| Rebonds défensifs          | 19               | @ Warriors de Golden State                     | 13 avril 2010    | 14       | Pacers de l'Indiana         | 24 avril 2014 |
| Rebonds totaux             | 24               | @ Warriors de Golden State                     | 13 avril 2010    | 19       | 2 fois                      | 2 fois        |
| Passes décisives           | 10               | 2 fois                                         | 2 fois           | 8        | Wizards de Washington       | 3 mai 2015    |
| Interceptions              | 8                | Timberwolves du Minnesota                      | 15 mars 2012     | 5        | @ Nets de Brooklyn          | 25 avril 2015 |
| Contres                    | 6                | 3 fois                                         | 3 fois           | 5        | Spurs de San Antonio        | 5 mai 2012    |
| Balles perdues             | 9                | @ Knicks de New York                           | 14 décembre 2013 | 6        | 3 fois                      | 3 fois        |
| Minutes jouées             | 60               | Knicks de New York                             | 29 janvier 2017  | 49       | @ Trail Blazers de Portland | 3 mai 2019    |

- Double-double : 251 (dont 25 en playoffs)
- Triple-double : 1

Dernière mise à jour : 25 juin 2021

## Salaires
| Année       | Équipe      | Salaire       |
| ----------- | ----------- | ------------- |
| 2006-2007   | Jazz        | 625 000 $     |
| 2007-2008   | Jazz        | 687 456 $     |
| 2008-2009   | Jazz        | 797 581 $     |
| 2009-2010   | Jazz        | 7 692 932 $   |
| 2010-2011   | Jazz        | 7 600 000 $   |
| 2011-2012*  | Jazz        | 8 103 435 $   |
| 2012-2013   | Jazz        | 8 603 633 $   |
| 2013-2014   | Hawks       | 9 500 000 $   |
| 2014-2015   | Hawks       | 9 500 000 $   |
| 2015-2016   | Hawks       | 16 000 000 $  |
| 2016-2017   | Hawks       | 20 072 033 $  |
| 2017-2018   | Nuggets     | 31 269 231 $  |
| 2018-2019   | Nuggets     | 29 230 769 $  |
| 2019-2020   | Nuggets     | 30 500 000 $  |
| 2020-2021   | Nuggets     | 10 000 000 $  |
| 2021-2022   | 76ers       | 2 641 691 $   |
| Total Gains | Total Gains | 195 823 761 $ |

Note : * En 2011, le salaire moyen d'un joueur évoluant en NBA est de 5 150 000 $.

## Pour approfondir